# Joenkielinen
Joenkielinen är ett berg i Finland.   Det ligger i den ekonomiska regionen Norra Lappland och landskapet Lappland, i den norra delen av landet, 900 km norr om huvudstaden Helsingfors. Toppen på Joenkielinen är 173 meter över havet.
Terrängen runt Joenkielinen är kuperad åt sydväst, men åt nordost är den platt.  Trakten runt Joenkielinen är nära nog obefolkad, med mindre än två invånare per kvadratkilometer.